# Långö, Nyköpings kommun

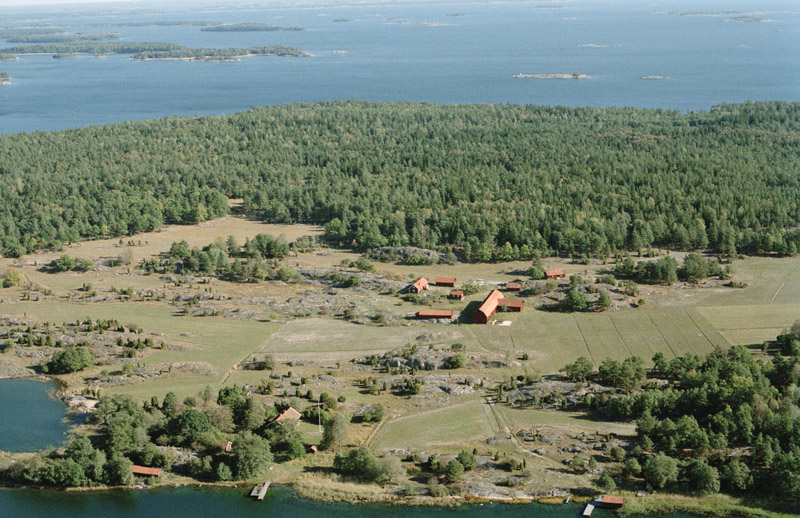
Flygfoto över Långö

Långö är en ö i Bälinge socken i Nyköpings skärgård med en där liggande gård med samma namn. Långö har en yta av 4,75 kvadratkilometer.
På Långös norra del ligger Sävsundet med dess lotsstation och Sävösunds krog. Mitt på ön ligger Långö gård, första gången omtalad i skriftliga handlingar 1455. Mangårdsbyggnaden här utgörs är en parstuga från 1700-talet som förlängts till framkammarstuga. Väster om Långö gård ligger Långö skola, som uppfördes 1912 som ersättning för skolan på Lindholmen. Den lades ned 1947. Det finns även rester av skansanläggningar på Långö.
Aktivt jordbruk bedrevs på Långö fram till 2011. Sedan 1980 är Långö del av Långö naturreservat.